# 長嘯 (道教)
長嘯是一種道教技巧，被描述為一種時間持久而響亮的口哨，與氣功等有關。據傳，長嘯被用於與各種生物溝通。長嘯成為漢語文學創作的主題之一，例如成公綏的《嘯賦》、王維的《竹里館》、杜甫的《上後園山腳》、白居易的《秋池獨泛》、李商隱的《寄華岳孫逸人》等。在六朝時期，有關文化流行於一些漢語文化圈接觸道家文化的思想家之間，如阮籍、嵇康、孫登等；同時，長嘯經常與古箏或古琴等樂器一起出現。
《嘯旨》中有討論有關技巧。
一些漢文化將口哨與鬼魂等概念作連結，被認為與此有關。

## 參看
- 呼麥
- 口哨語言